# Park Jong-woo
Park Jong-woo (en hangul: 박종우; en hanja: 朴鍾佑; Seongnam, 10 de marzo de 1989) es un futbolista surcoreano. Juega como centrocampista en el Nongbua Pitchaya F. C. de la Liga de Tailandia.

## Selección nacional
Ha sido internacional con la selección de fútbol de Corea del Sur en 15 ocasiones.

### Participaciones en Copas del Mundo
| Mundial                        | Sede   | Resultado      | Partidos | Goles |
| ------------------------------ | ------ | -------------- | -------- | ----- |
| Copa Mundial de Fútbol de 2014 | Brasil | Fase de grupos | 0        | 0     |

### Participaciones en Juegos Olímpicos
| Olimpiada                        | Sede        | Resultado    | Partidos | Goles |
| -------------------------------- | ----------- | ------------ | -------- | ----- |
| Juegos Olímpicos de Londres 2012 | Reino Unido | Tercer lugar | 5        | 0     |

### Participaciones en Copas Asiáticas
| Copa                                | Sede           | Resultado   |
| ----------------------------------- | -------------- | ----------- |
| Campeonato Sub-19 de la AFC de 2008 | Arabia Saudita | Semifinales |

## Clubes
| Club                    | País                   | Año       |
| ----------------------- | ---------------------- | --------- |
| Busan IPark             | Corea del Sur          | 2010-2013 |
| Guangzhou R&F           | China                  | 2014-2015 |
| Al-Jazira Club          | Emiratos Árabes Unidos | 2015-2017 |
| Emirates Club           | Emiratos Árabes Unidos | 2017-2018 |
| Suwon Samsung Bluewings | Corea del Sur          | 2018      |
| Busan IPark             | Corea del Sur          | 2019-2023 |
| Nongbua Pitchaya F. C.  | Tailandia              | 2024-     |

## Palmarés

### Campeonatos nacionales
| Título         | Club           | País                   | Año  |
| -------------- | -------------- | ---------------------- | ---- |
| UAE Pro League | Al-Jazira Club | Emiratos Árabes Unidos | 2017 |

## Controversia en los Juegos Olímpicos de Londres
Tras la victoria de Corea del Sur ante Japón en el partido por la medalla de bronce del fútbol masculino, Park exhibió un letrero con un lema que justificaba la ocupación surcoreana de las Rocas de Liancourt. Como consecuencia, fue expulsado de la ceremonia de medallas y, a diferencia de sus otros 17 compañeros, no recibió la medalla de bronce por su actuación. También se anunció que estaba siendo investigado por el Comité Olímpico Internacional (COI) y la FIFA, los cuales tienen reglas que prohíben las declaraciones políticas de los atletas en el campo de juego.
Corea del Sur exime a los medallistas olímpicos del servicio militar. A pesar de que Park no recibió una medalla debido a su declaración política, el ministro de Deportes de Corea del Sur, Choe Kwang-shik, declaró que independientemente de lo que la investigación del COI decida, Park no estará obligado a cumplir los dos años de servicio militar que los hombres de Corea del Sur deben hacer. La FIFA no llegó a una conclusión sobre el caso en una reunión en su sede de Zúrich el 5 de octubre, y el comité disciplinario discutió el caso nuevamente la semana siguiente, pero nuevamente no logró llegar a un veredicto.
Después de eso, el Comité Olímpico Coreano anunció que Park recibiría su medalla de bronce.
Sin embargo, el caso fue nuevamente revisado por el comité el 20 de noviembre, y el 3 de diciembre, la FIFA finalmente decidió suspender a Park por dos partidos después de que se considerara que había violado el Código Disciplinario de la FIFA y el Reglamento del Torneo Olímpico de Fútbol. La FIFA también impuso una advertencia a la Asociación de Fútbol de Corea del Sur y le recordó su obligación de instruir adecuadamente a sus jugadores sobre todas las reglas pertinentes y las regulaciones aplicables antes del inicio de cualquier competencia, con el fin de evitar dicho incidente en el futuro. La Asociación de Fútbol de Corea del Sur fue advertida de que si ocurrieran incidentes de esa naturaleza nuevamente en el futuro, el Comité Disciplinario de la FIFA podría imponer sanciones más severas a la misma.
El 11 de febrero de 2013, Park asistió a una audiencia disciplinaria del Comité Olímpico Internacional en Lausana, Suiza. Después de que la Comisión Disciplinaria revisó la acción de Park en los Juegos Olímpicos, el COI decidió otorgar al jugador la medalla que se le prohibió recibir durante varios meses. Posteriormente, Park recibió su medalla de bronce olímpica, tras un fallo del Comité Olímpico Internacional sobre su celebración en los Juegos Olímpicos de Londres.